# Dorożynka
Dorożynka (ukr. Дорожинка) – wieś na Ukrainie, w obwodzie kirowohradzkim, w rejonie hołowaniwskim, w hromadzie Wilszanka. W 2001 liczyła 738 mieszkańców, spośród których 712 wskazało jako ojczysty język ukraiński, 9 rosyjski, a 17 mołdawski.